# إمارة إيغ مورت
إمارة إيغ مورت (بالفرنسية: Principauté d'Aigues-Mortes) هي دولة مجهرية غير معترف بها، تطالب بالسيادة على مدينة إيغ مورت في إقليم غارد في منطقة أوسيتاني جنوبي فرنسا.

## التاريخ
حسب حكاية قديمة، فإنه وفي عام 1240، تمكن الملك لويس التاسع من بسط سيطرته على المدينة والمناطق المحيطة بها بعد بيع وشراء مع رهبان الأديرة الموجودة فيها، والذين كانت المدينة في حوزتهم، ومنها، انطلقت الحملتان الصليبيتان، السابعة عام 1248 والثامنة عام 1270 بقيادة لويس التاسع، الذي انتهت حياته في تونس عام 1270 بسبب وباء الزحار. وتقول الحكاية أيضا، أن الملك المحتضر كان يملك مساعدا مخلصا يدعى بييرو بيتشون (بالفرنسية: Pierrot Pitchoun)، قام الملك بمنحه لقب «أمير إيغ مورت» كمكافأة على إخلاصه في عمله. وحسب زعم الأمير الحالي جان بيير الرابع، فإنه الأمير الثاني والعشرين لهذه المدينة.

## التأسيس
تأسست إيغ مورت عام 2010 كمحاكاة ساخرة لإمارة موناكو التي تعتبر من أصغر الدول في العالم بمساحة كيلومترين مربعين فقط، والتي تعتبر بمثابة مدينة بوضع خاص مرتبطة بفرنسا؛ فالأمن والدفاع الوطني يقع على عاتق فرنسا والسيادة تعتبر «إسمية» لهكذا دولة صغيرة تقوم مداخيلها على القمار والضرائب.

## الاقتصاد
إلى جانب السياحة، فإن الدولة المزعومة قامت بتأسيس بورصة مصغرة لمبادلة العملات بعملة فلامنغو المحلية.

## طالع أيضًا
- إيغ مورت
- دولة مجهرية

## وصلات خارجية
- الموقع الرسمي لإمارة إيغ مورت